# 667
| 667                |
| ------------------ |
| Dødsfald - Fødsler |
|                    |

| Gregoriansk kalender | 667 DCLXVII             |
| Ab urbe condita      | 1420                    |
| Armensk kalender     | 116 ԹՎ ՃԺԶ              |
| Kinesiske kalender   | 3363 – 3364 丙寅 – 丁卯 |
| Etiopisk kalender    | 659 – 660               |
| Jødisk kalender      | 4427 – 4428             |
| Hindukalendere       |                         |
| - Vikram Samvat      | 722 – 723               |
| - Shaka Samvat       | 589 – 590               |
| - Kali Yuga          | 3768 – 3769             |
| Iransk kalender      | 45 – 46                 |
| Islamisk kalender    | 46 – 47                 |

Se også 667 (tal)

## Født
- Zhang Shuo, kansler under Changdynastiet.